# Microstylum remicorne
Microstylum remicorne är en tvåvingeart som beskrevs av Friedrich Hermann Loew 1863. Microstylum remicorne ingår i släktet Microstylum och familjen rovflugor. Inga underarter finns listade i Catalogue of Life.